# Pierre Delvolvé
Pierre Delvolvé, né le 16 septembre 1940 à Malause, est un professeur et juriste français. Il est professeur émérite de l'université de Paris II (Panthéon-Assas) et membre de l'Institut.

## Famille
Pierre Delvolvé est le fils de Jean Delvolvé, substitut du procureur de la République près du tribunal de première instance de Rouen nommé le 23 septembre 1940 chef adjoint du cabinet ministériel de Raphaël Alibert sous le régime de Vichy puis le 7 décembre 1940 nommé au tour extérieur au Conseil d'Etat après la chute d'Alibert ,. Jean Delvolvé a notamment été commissaire du gouvernement, dont les conclusions sous l'arrêt Dame Lamotte (1950) sont restées célèbres.
Son fils Bertrand est DRH chez Véolia et son fils Jean est prêtre.

## Formation
Il est diplômé de l'Institut d'études politiques de Paris en 1962 (section service public), puis docteur en droit des facultés de droit de Paris en 1966. Sa thèse, intitulée Le Principe d'égalité devant les charges publiques, préfacée par Georges Vedel, est publiée en 1969 dans la Librairie générale de droit et de jurisprudence. Il est agrégé de droit public en décembre 1966.

## Carrière universitaire
Professeur à l'Université de Beyrouth de 1967 à 1971, à l'Université de Toulouse I de 1971 à 1981, il rejoint l'Université Panthéon-Assas Paris II en 1981. Il a enseigné sa discipline du premier cycle au doctorat. Il est l'ancien directeur de l'École doctorale de droit public, science politique et science administrative et l'ancien responsable du DEA de droit public de l'économie, où il enseignait le droit de la réglementation économique. Il a été président du concours d'agrégation de droit public en 1999-2000.
Il a rédigé un manuel de droit public de l'économie, et un petit ouvrage consacré au droit administratif, tous deux édités chez Dalloz. Il a coécrit des ouvrages de droit public avec le doyen Georges Vedel et un traité de droit des contrats administratifs avec le professeur de Laubadère et le professeur émérite Franck Moderne. Il est coauteur avec Marceau Long, Prosper Weil, Guy Braibant et Bruno Genevois, des Grands arrêts de la jurisprudence administrative.
Pierre Delvolvé est par ailleurs codirecteur, d'abord avec Franck Moderne, puis avec Pierre Bon, de la Revue française de droit administratif ; il a été membre du Conseil supérieur des tribunaux administratifs et des cours administratives d'appel, membre du Comité consultatif auprès de la Commission européenne pour l'ouverture des marchés publics. Il a été membre et vice-président du Tribunal suprême de la Principauté de Monaco, expert auprès du Conseil de l'Europe et membre de la Commission nationale consultative des droits de l'homme.
Élu à l'Académie des sciences morales et politiques le 14 décembre 2009 au fauteuil de Jean Foyer. Son dernier cours à l'université Panthéon-Assas a eu lieu le 12 mai 2010 devant un public nombreux (élèves, conseillers d'État, professeurs...).

## Principaux ouvrages
- Le droit administratif, Dalloz-Sirey, Collection : Connaissance du droit, 160 p., 7ème édition (2018)  (ISBN 978-2247070794)
- Les Grands Arrêts de la jurisprudence administrative, Dalloz, 23ème édition 2021, coauteur depuis 1990 avec Marceau Long, Prosper Weil, Guy Braibant, Bruno Genevois  (ISBN 978-2-2470-7424-2)
- Droit public de l'économie, Dalloz - Sirey, Collection : Précis Dalloz, 799 p., 1998; 2ème édition 2021  (ISBN 978-2247028436)
- Le Principe d'égalité devant les charges publiques, Préface de Georges Vedel, Librairie générale de droit et de jurisprudence, 468 p. (1969)

## Décorations
- Officier de la Légion d'honneur.
- Commandeur de l'ordre national du Mérite
- Commandeur de l'ordre des Palmes académiques.
- Commandeur de l'ordre de Saint-Charles[8].
- Commandeur de l'Ordre du Mérite de la Hongrie
- Médaille taïwanaise de la Culture[9]